# 조일수
조일수(趙一秀, 1956년 2월 19일 ~ )는 대한민국 前 MBC 아나운서 및 국장이다.

## 학력
- 명지대학교 가정학과 졸업
- 명지대학교 대학원 행정학 박사 수료

## 경력
- 1977년 12월 : MBC 아나운서 공채 입사
- MBC아카데미 아나운서과정 주임교수
- MBC 편성국 아나운서팀 부장대우
- 2002년 : MBC 아나운서국 아나운서1부 부장
- 2005년 2월 : MBC 아나운서국 의원
- 2005년 6월 : MBC 아나운서국 아나운서1부 부국장
- 2012년 : MBC 아나운서국 아나운서2부 국장
- 2014년 12월 : MBC 아나운서 퇴직

## 진행 프로그램

### TV
- MBC TV 《MBC 장학퀴즈》(1982~1989)
- MBC TV 《건강백세》 (1989~1991)
- MBC TV 《MBC 뉴스데스크》 (1990.07.13/1990.07.16) 백지연 前 아나운서의 휴가로 임시 진행
- MBC TV 《MBC 945 뉴스》
- MBC TV 《주말 MBC 뉴스와이드》 (1993.4.17~1995.4.15)
- MBC TV 《MBC 뉴스투데이》오늘의 역사 내레이션 진행 (2003~2004)

### 라디오
- MBC FM4U 《6시의 가요산책》
- MBC FM4U 《조일수의 FM 영화음악》
- MBC 표준FM 《MBC 아침종합뉴스》
- MBC 표준FM 《MBC 오전 10시 뉴스》
- MBC 표준FM 《MBC 오전 11시 뉴스》